# Invasiones mongolas de Anatolia
Las invasiones mongolas de Anatolia se refiere al conjunto de incursiones que el Imperio mongol realizó en la región de Anatolia en diferentes momentos, que empezaron con la campaña de 1241-1243 que culminó con la batalla de Köse Dağ. Los selyúcidas del sultanato de Rum, que en ese momento la gobernaban, se rindieron en 1243 y los mongoles ejercieron un poder efectivo sobre Anatolia hasta  la caída del Ilkanato en 1335. Como el sultán selyúcida se rebeló varias veces, en 1255 los mongoles vencieron fácilmente a la Anatolia central y oriental. La guarnición estaba cerca de Ankara. La invasión de Tamerlán (1402), a veces está considerada como la última invasión de Anatolia por parte de los mongoles. Todavía se pueden visitar los restos del patrimonio cultural mongol en Turquía, entre los que se encuentran las tumbas de un gobernador mongol y un hijo de Hulagu.  
A finales del siglo XIV, la mayor parte del territorio de Anatolia estaba bajo el control de diversos beylicatos de Anatolia debido a la caída de la dinastía selyúcida Rum. Los beylicatos turcos también se reconocieron a sí mismos como vasallos de los kans mongoles, siendo gobernantes prácticamente independientes de las regiones. Estos beylicatos no acuñaron monedas de sus líderes mientras estuvieron bajo el protectorado de los ilkanes. El bey otomano Osmán I fue el primer gobernador turco que acuñó monedas con su propio nombre durante la década de 1320, existen con la leyenda «Acuñada por Osmán hijo de Ertuğrul». Dado que, según la tradición en los países del Islam, la acuñación de monedas era una prerrogativa otorgada únicamente a los soberanos, se puede considerar que los otomanos se independizaron de los kanes mongoles en este período.

## Primeras relaciones

Mapa que muestra el reparto del territorio del desaparecido Imperio bizantino entre el Imperio latino, Imperio de Nicea y Despotado de Epiro antes de la conquista mongola.

En el siglo XII, el Imperio bizantino reafirmó el control del oeste y norte de Anatolia. Después del saqueo de Constantinopla en 1204 por los cruzados latinos, se establecieron dos estados sucesores bizantinos: el Imperio de Nicea y el Despotado de Epiro. Un tercero, el imperio de Trebisonda había sido creado unas semanas antes del saqueo de Constantinopla por Alejo I de Trebisonda. De esos tres estados sucesores, Trebisonda y Nicea estaban cerca del imperio mongol. El control de Anatolia se dividió entre estos estados griegos y sultanato de Rum, gobernado por los  selyúcidas, siendo los territorios bizantinos gradualmente reducidos.
El Imperio mongol conquistó Persia en 1230 y Chormaqan se convirtió en su gobernador militar.  Los mongoles no tenían entonces conflictos con los turcos selyúcidas. El sultán Kaikubad I y su sucesor inmediato Kaikosru II hicieron un juramento de vasallaje con el pago de al menos un tributo simbólico al Gran Khan Ogodei. Ogodei murió en 1241 y Kaikosru aprovechó la oportunidad para renegar de su vasallaje, creyendo que era lo suficientemente fuerte para resistir a los mongoles. El sucesor de Chormaqan, Baiju, lo convocó para renovar su sumisión: ir a Mongolia en persona, dar rehenes y aceptar un darughachi mongol. Cuando el sultán se negó, Baiju le declaró la guerra. Los selyúcidas respondieron invadiendo el reino de Georgia, vasallo a su vez del imperio mongol. 

## Caída de Erzurum
En el año 1241 el ejército mongol de Baiju atacó la ciudad de Erzurum en respuesta a la desobediencia de Kaikosru II. Antes de atacar, les exigieron sumisión a sus habitantes, que en respuesta a ello insultaron al enviado mongol. Como la ciudad decidió resistir y desafió a la diplomacia mongola, estos la sitiaron. En dos meses, los mongoles tomaron Erzurum y castigaron a sus residentes. Consciente del poder selyúcida en Anatolia, Baiju regresó a la llanura de Mugán sin avanzar más.
En 1243, Baiju volvió al ataque marchando nuevamente  sobre Erzurum con un contingente de guerreros georgianos y armenios comandados por el atabeg Avag Mkhargrdzeli y Shanshe. Asediaron Erzurum cuando su gobernador Yakut se negó a entregarla. Con la ayuda de doce catapultas, Baiju irrumpió en Erzurum. El cronista armenio de esos años, Kirakos Gandzak , al describir este evento, señaló que: 

…los tártaros [es decir, los mongoles] dividieron las murallas de la ciudad en secciones entre diferentes unidades ... erigieron muchas catapultas y destruyeron las murallas. Después de eso, irrumpieron en la ciudad, sin piedad traicionaron a los habitantes, robaron sus propiedades y riquezas, y quemaron la ciudad con fuego.

.
El sultán Kaikosru II envió una carta al comandante militar mongol, declarando que el ejército de Baiju había capturado únicamente una de sus muchas ciudades.

## Köse Dağ

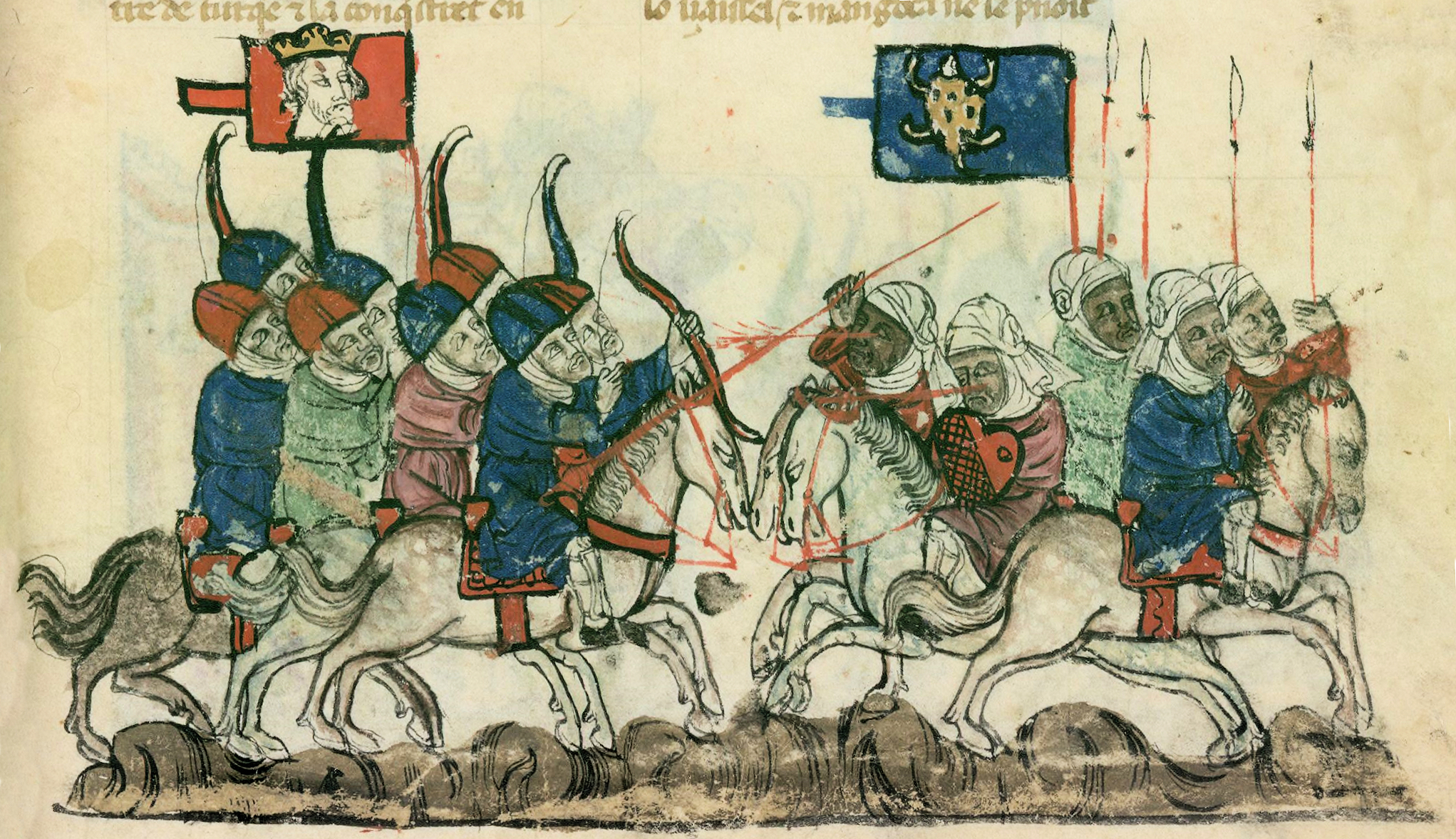
El ejército mongol persigue a los selyúcidas en la batalla de Köse Dağ en 1243. Página del manuscrito del historiador armenio Haitón de Córico.

El sultán selyúcida hizo una alianza con todas las naciones que lo rodeaban. El rey del reino armenio de Cilicia le prometió enviar un contingente; sin embargo, no es seguro que realmente se comprometieron en su lucha con los mongoles. Kaikosru II recibió el apoyo militar del Imperio de Trebisonda y del sultán  ayubí en Alepo, y los mercenarios francos participaron en la campaña. Debido a la limitada información confiable disponible, es difícil saber exactamente la fuerza de los dos ejércitos; pero, según el historiador Peter Malcom Holt, los mongoles alinearon 30 000 soldados y los selyúcidas tenían alrededor de 80 000.
Los mongoles establecieron su campamento cerca de Sivas. Cuando los mongoles atacaron a Kayseri, la población trató de defenderse. Después de una corta resistencia, cayó en manos de los invasores. Al enterarse del desastre en Köse Dağ, Haitón I del reino armenio de Cilicia rápidamente hizo las paces con los mongoles en 1243 y envió a su hermano Sembat a la corte mongola de Karakórum en 1247 para negociar una alianza con el emperador mongol Guyuk Kan.

## Paz de Sivas

Anatolia, como parte del Imperio mongol, en 1265.

Kaikosru envió una delegación encabezada por su visir ante Baiju, para concluir un acuerdo de paz, dándose cuenta de que resistir más únicamente produciría un desastre  mayor. Baiju ofreció términos basados en una nueva sumisión y el sultán se comprometió a pagar un impuesto de tributo en oro, seda, camellos y ovejas de cantidades inciertas. Sin embargo, el reino turco que había sido tomado por fuerza militar siguió ocupado por los mongoles. Casi la mitad del sultanato de Rum se convirtió en un país ocupado. El imperio de Trebisonda se convirtió en súbdito del Gran Kan de Mongolia, por temor a una potencial expedición punitiva al haberse implicado en la batalla de Köse Dağ.
Kaikosru avanzó desde Konya, a unos 360 km hasta Köse Dağ. El ejército mongol entró en la zona en junio de 1243 y esperó la marcha de los selyúcidas y sus aliados. La primera etapa de la batalla fue indecisa. Las fuerzas del sultán sufrieron las mayores bajas y decidió retirarse por la noche. Persiguiéndolo, Baiju recibió la sumisión de Erzinjan, Divrigi y Sivas por el camino.
En el Imperio de Nicea, Juan III Ducas Vatatzés (emperador desde 1221 hasta 1254) se preparó para la próxima amenaza mongol. Vatatzes había enviado enviados a Guyuk Kan y a Möngke, para ganar tiempo. Sin embargo, el imperio mongol no tomó medidas para apoderarse del imperio y no intervino en la participación de recuperar Constantinopla de manos de los emperadores latinos. Posteriormente los sucesores de Vatatzes, los  emperadores paleólogos del Imperio bizantino restaurado, se aliaron con los mongoles y dieron a sus princesas en matrimonio a los kanes mongoles.